# Charles Willson Peale
Charles Willson Peale (15 d'abril de 1741 - 22 de febrer de 1827) era un pintor, soldat i naturalista estatunidenc.

## Primers anys
Peale va néixer a Chester, Comtat de Queen, el fill de Charles Peale i la seva muller Margaret. El 1749 el seu germà naixia (James Peale) (1749-1831). Charles va esdevenir un aprenent d'un fabricant de sella quan tenia tretze anys. En arribar a la maduresa, va obrir la seva pròpia botiga de selles; tanmateix, quan descobrien els seus creditors Loyalist que s'havia reunit amb els Fills de la Llibertat, van conspirar per arruïnar el seu negoci.

## Carrera com a pintor
Trobant que tenia un talent per pintar, especialment fent retrats, Peale va estudiar per un temps sota John Hesselius i John Singleton Copley. John Beale Bordley i els seus amics finalment recollien prou diners perquè viatgi a Anglaterra per ser ensenyat per Benjamin West. Peale va estudiar amb West durant dos anys (1767 - 1768), després, va retornar a Amèrica i es va instal·lar a Annapolis, Maryland. Allà, ensenyava pintura al seu germà més jove, James Peale, que amb el temps també es convertiria en un artista famós.
L'entusiasme de Peale per al naixent govern nacional el portà a la capital, Philadelphia, el 1776, on pintava retrats de notables nobles americans i visitants de l'estranger. La seva propietat, que és al campus de La Salle University a Philadelphia, encara es pot visitar. També va finançar tropes per a la Guerra d'Independència va guanyar el rang de capità en la Milícia de Pennsylvania el 1777, havent participat en unes quantes batalles. Mentre no lluitava, continuava pintant, fent retrats en miniatura de diversos apoderats de l'Exèrcit Continental. Produïa versions ampliades d'aquests en anys posteriors. Va servir a l'assemblea estatal de Pennsilvània els anys 1779 i 1780, després dels quals va retornar a pintar a jornada plena.
Peale era bastant prolífic com a artista. Mentre que feia retrats de persones històriques (com James Varnum, John Hancock, Thomas Jefferson, i Alexander Hamilton), sigui probablement més conegut pels seus retrats de George Washington. La primera vegada que Washington mai seia per un retrat era amb Peale el 1772. Peale va produir vora de 60 retrats de Washington. El gener de 2005, un ple retrat de llargada de "Washington At Princeton" de 1779 es venia per $21.3 milions de dòlars, posant un rècord per al preu més alt pagat per un retrat americà.
Una de les seves pintures més conegudes és The Staircase Group (El Grup d'Escala) (1795), un retrat doble dels seus fills Raphaelle i Titian pintat en l'estil de trompe-l'oeil.

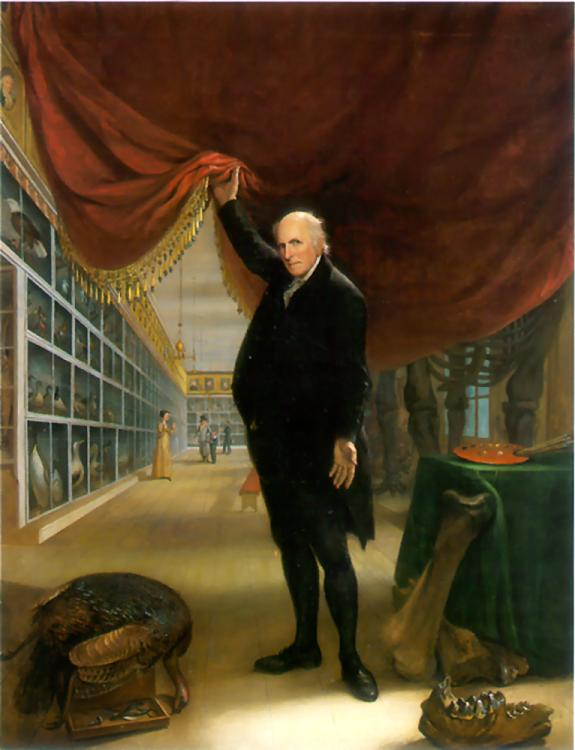
L'artista al seu Museu (autoretrat, 1822)

## Museu de Peale
Peale tenia un gran interès en la història natural, i organitzava la primera expedició científica dels EUA el 1801. Aquests dos interessos essencials es combinaven fundant de què es convertia en el Museu de Philadelphia, i era tard rebatejat el Museu de Peale.
El museu es va convertir en tot un referent en temes de botànica i antropologia animal.

## Personal
El 1762, Peale es casava amb Rachel Brewer (1744-1790), van tenir 10 nens. Els fills incloïen Raphaelle Peale (1774-1825), Rembrandt Peale (1778-1860), i Rubens Peale (1784-1865). Entre les filles: Angelica Kauffman Peale es casava amb Alexander Robinson, Priscilla Peale es casava amb el Dr. Henry Boteler, i Sophonisba Peale es casava amb Coleman Sellers.
El 1791, es casava amb Elizabeth de Peyster (?-1804), la seva segona muller, amb qui tenia sis nens més. Un fill, Franklin Peale, nascut el 15 d'octubre, de 1795. El seu últim fill, Titian Ramsay Peale (1799-1885), es convertia en un naturalista important i pioner en la fotografia. La seva filla, Elizabeth De Peyster Peale (1802-57), es casava amb William Augustus Patterson (1792-1833) el 1820.
Hannah More, un Societat Religiosa d'Amics des de Philadelphia, convenia a la tercera muller de Peale el 1804. El va ajudar a criar els nens dels seus dos matrimonis previs.

## Treballs notables

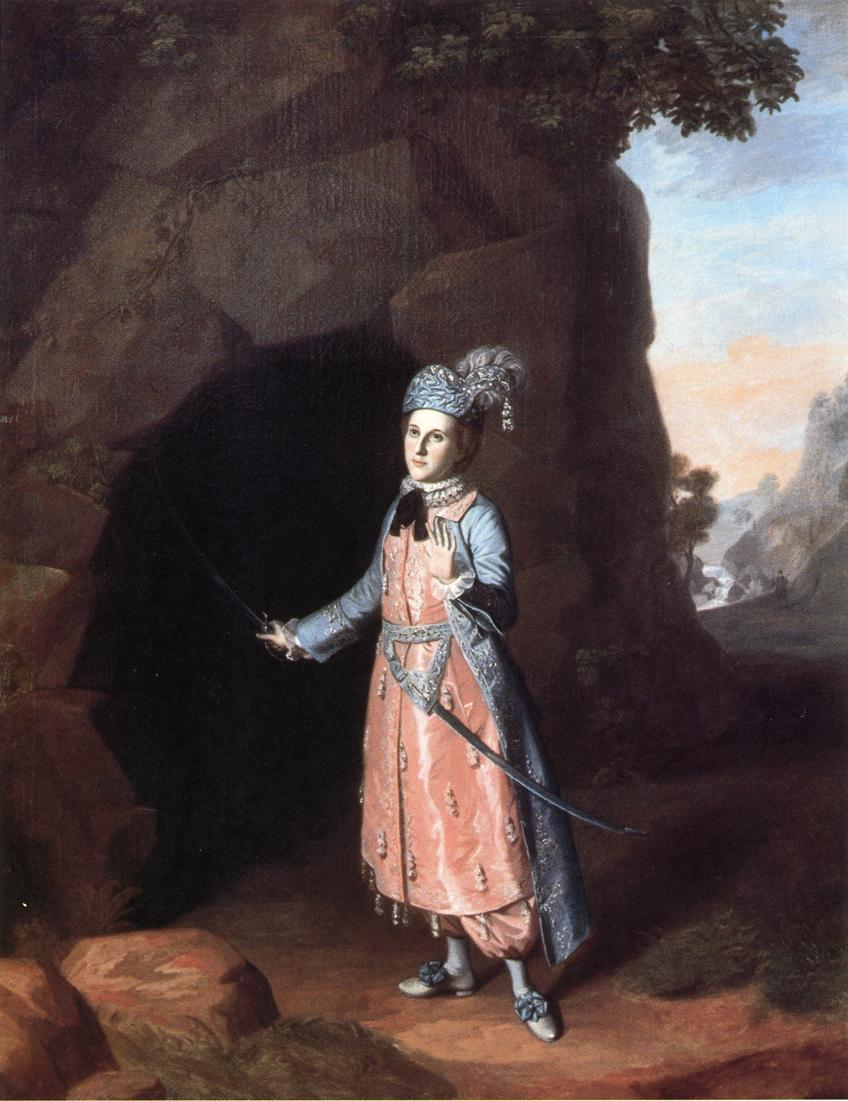
Nancy Hallam actuant de Fidele al Cymbeline de Shakespeare (1771)
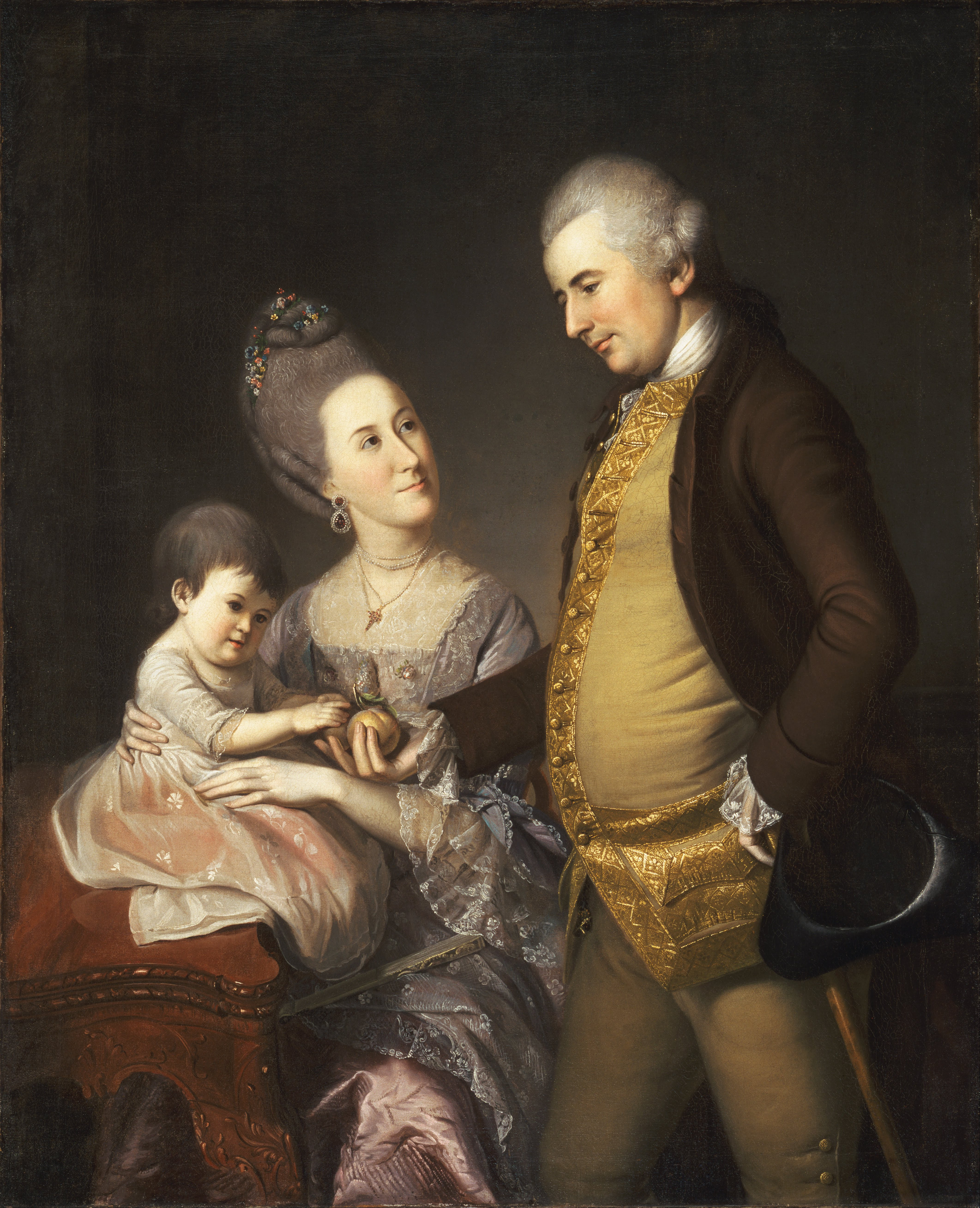
John i Elizabeth Lloyd Cadwalader (1772)
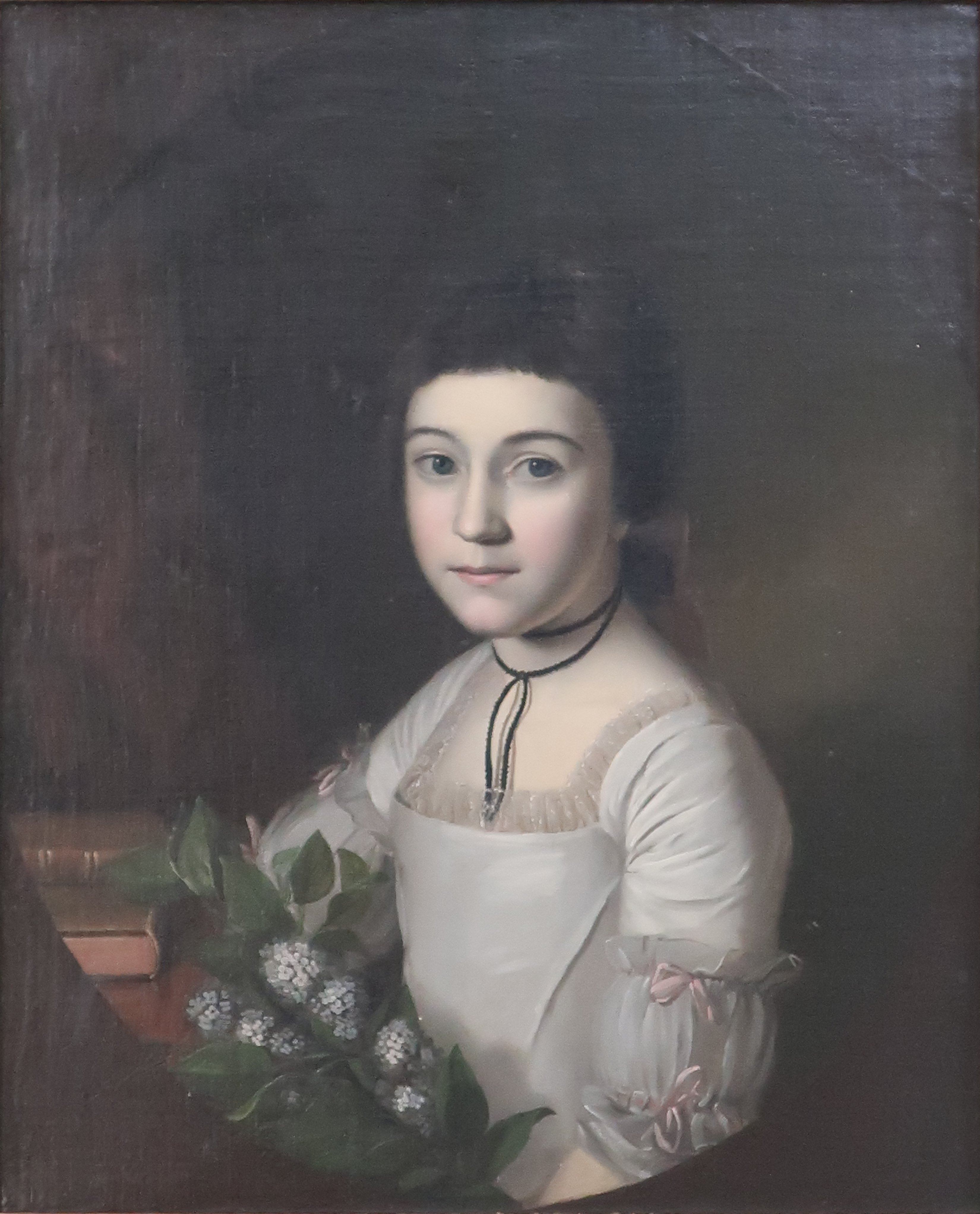
Retrat d'Henrietta Maria Bordley a l'edat 10 anys (1773), Honolulu Academy of Arts
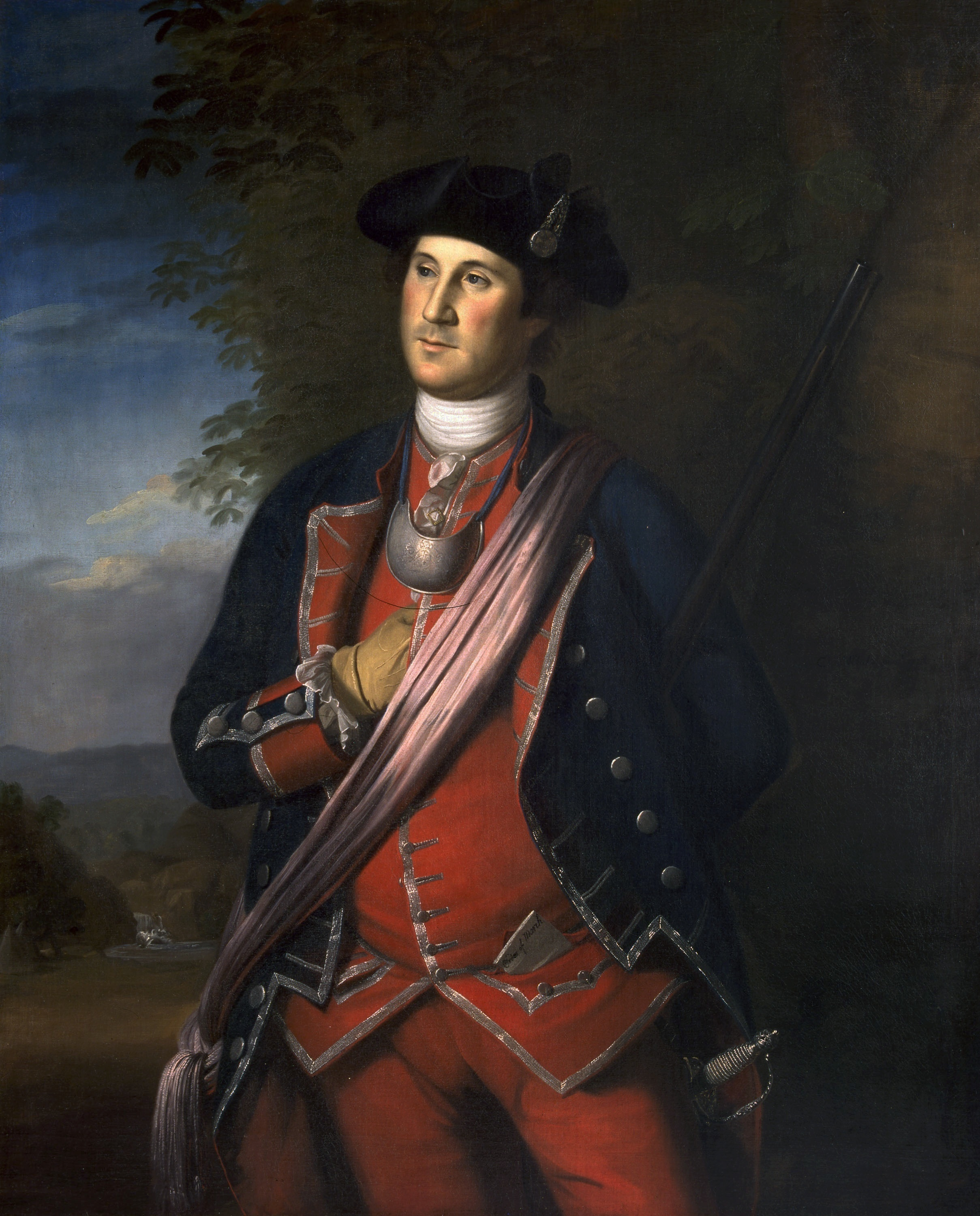
George Washington en uniforme, com a coronel del Primer Virginia Regiment (1772)
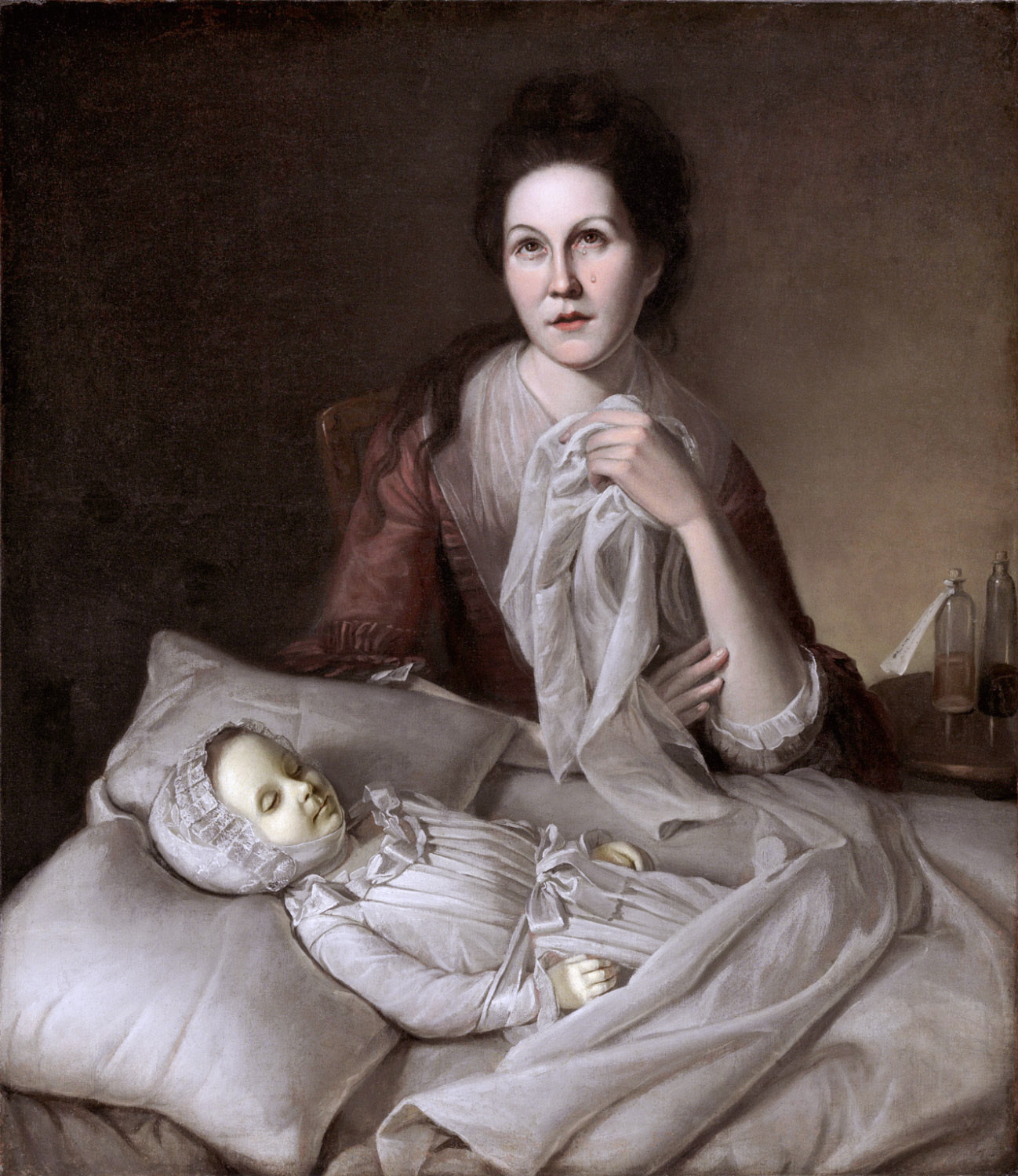
"Rachel Weeping" (1772; ampliat 1776; repintat 1818)
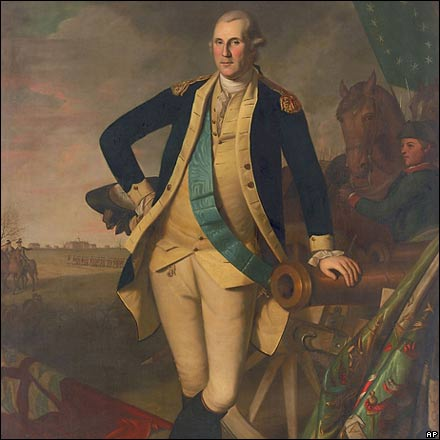
George Washington a Princeton (1779)
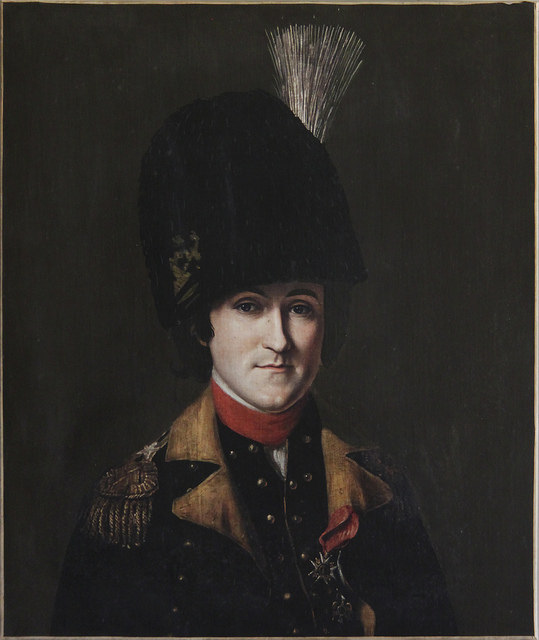
Charles Armand Tuffin de La Rouërie (1782)
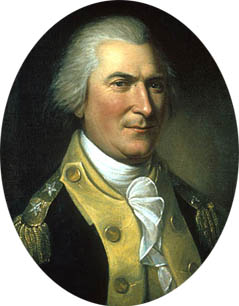
St. Arthur Clair (1782)
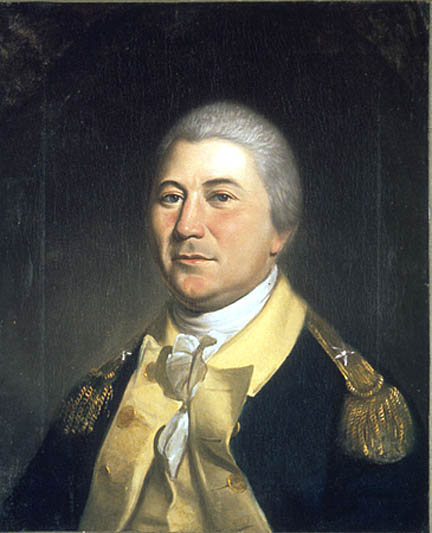
Mitchell Varnum De James, (1804)
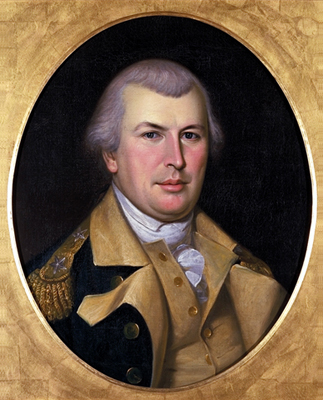
Nathanael Greene (1783)
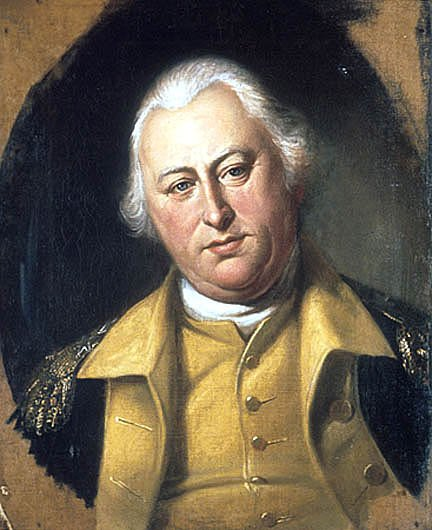
Benjamin Lincoln {1784}
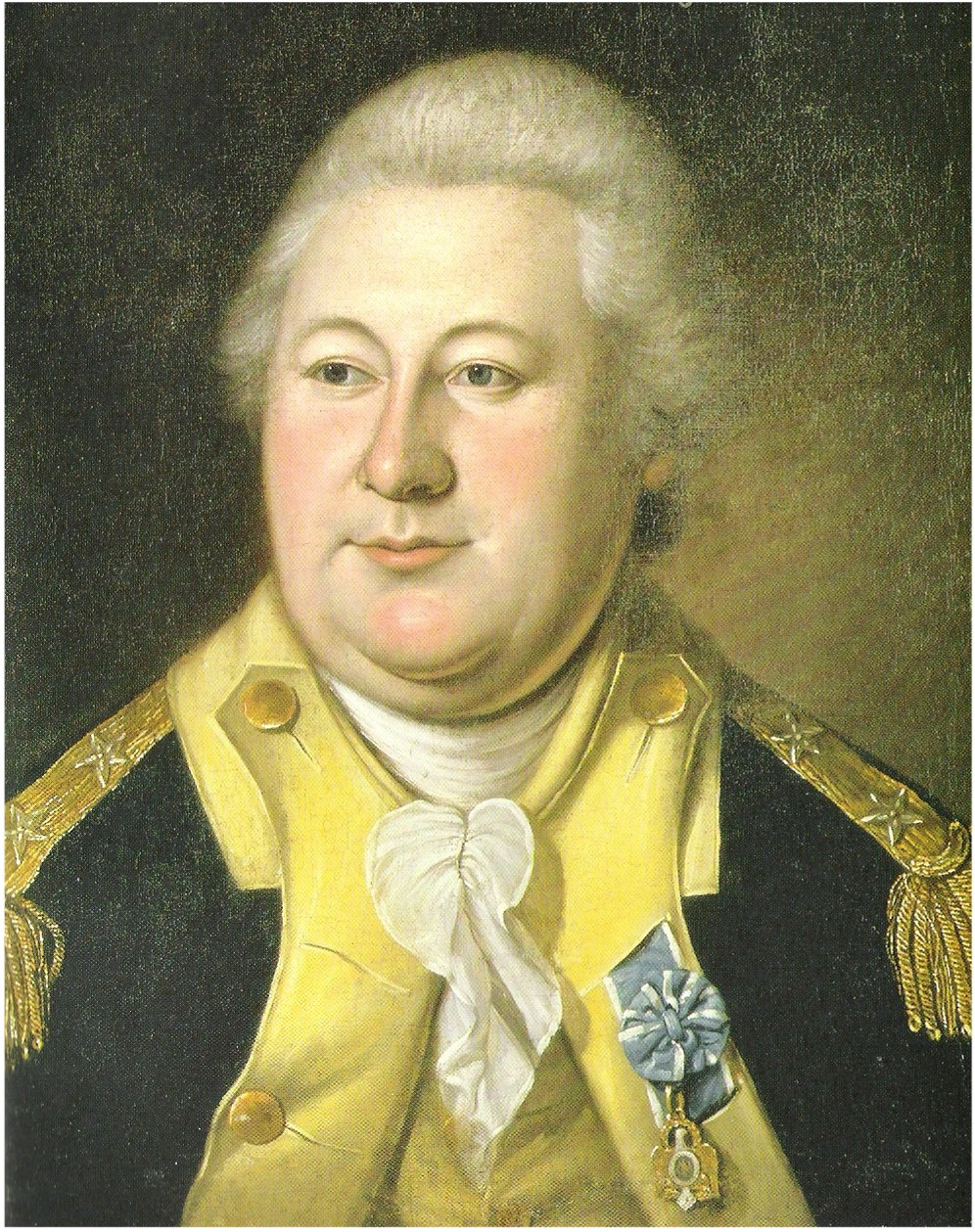
Henry Knox (1784)
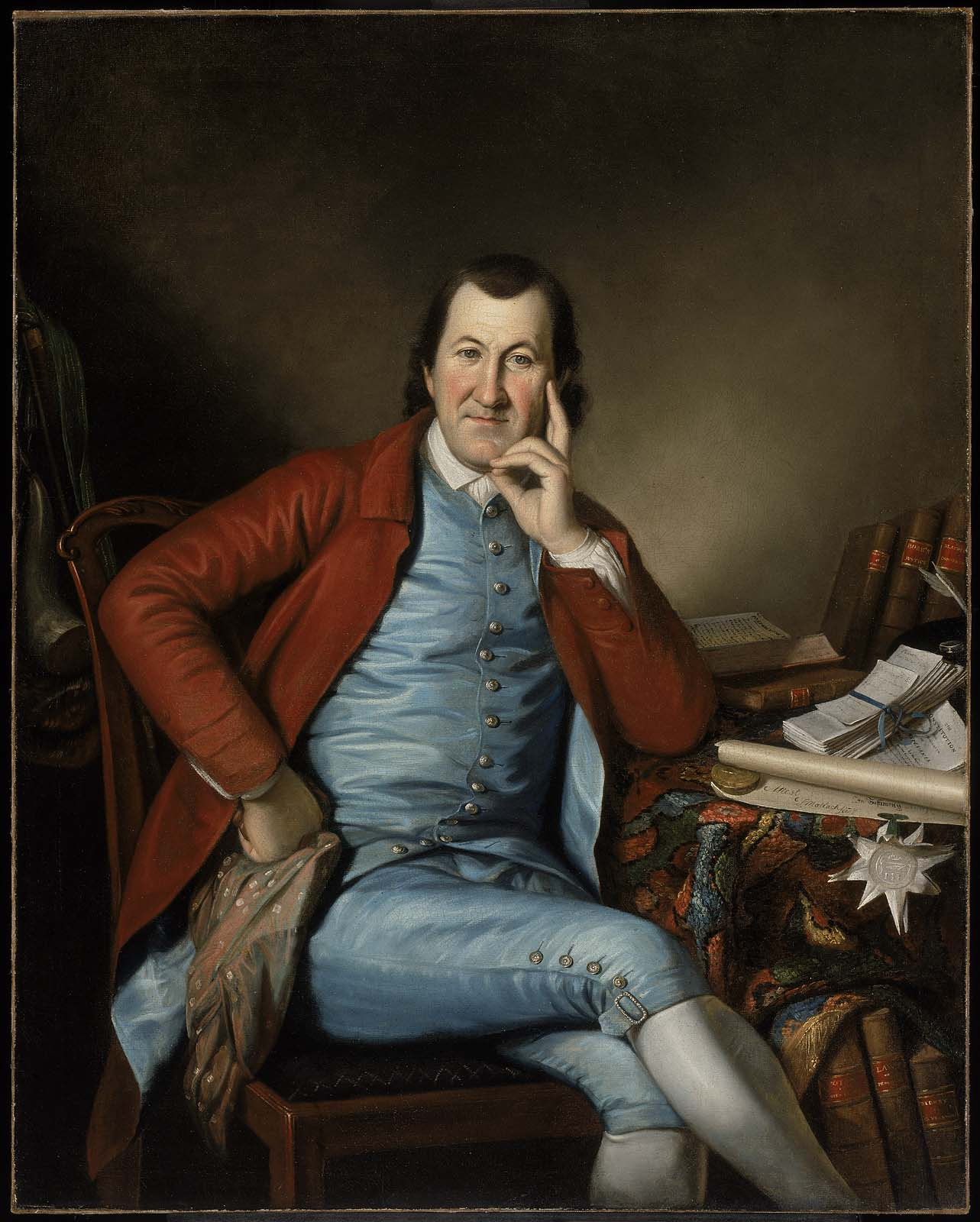
Timothy Matlack (c. 1790)
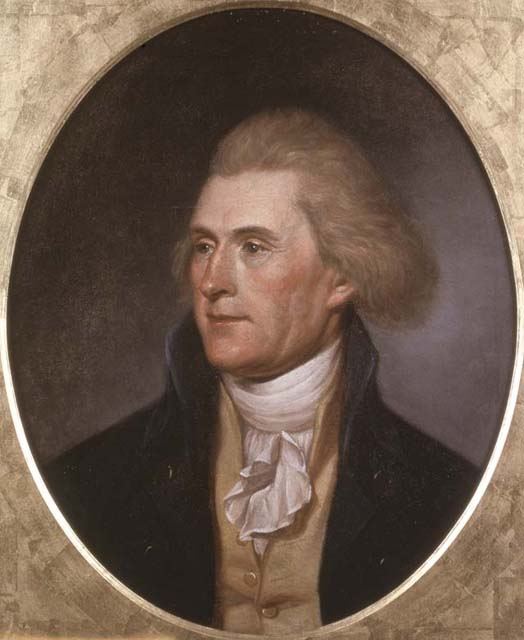
Retrat de Thomas Jefferson (1791)
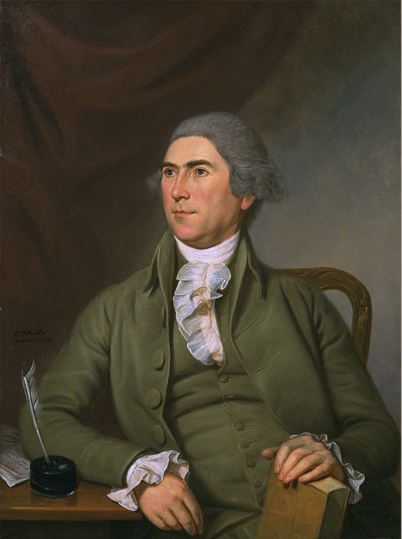
Charles Pettit (1792)
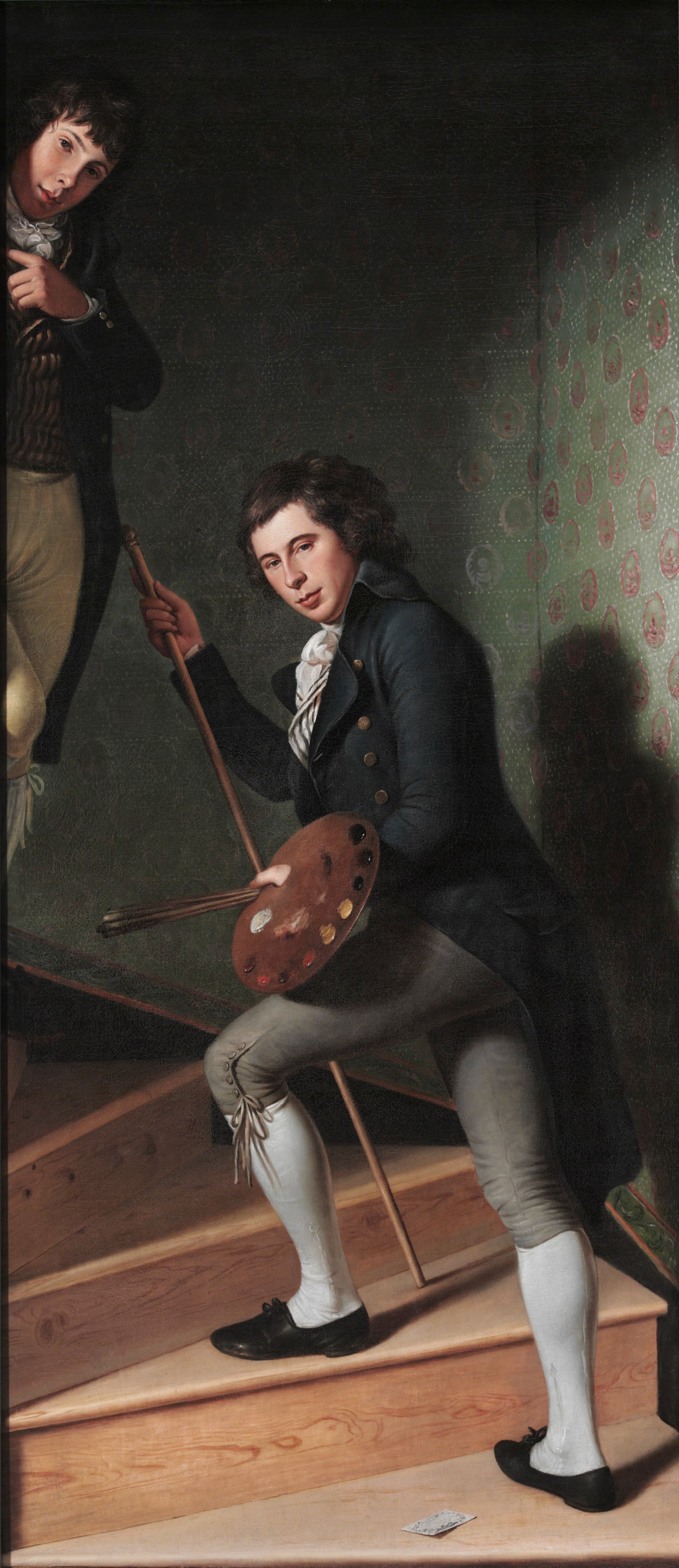
The Staircase Group (El Grup d'Escala) (Retrat de Raphaelle Peale i Titian Peale) (1795)
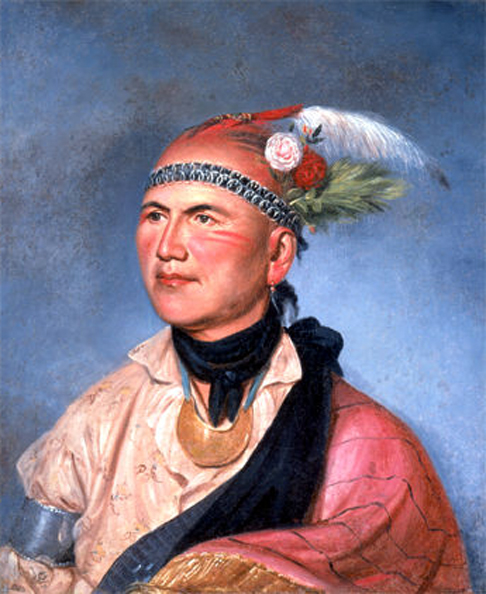
Joseph Brant (1797)
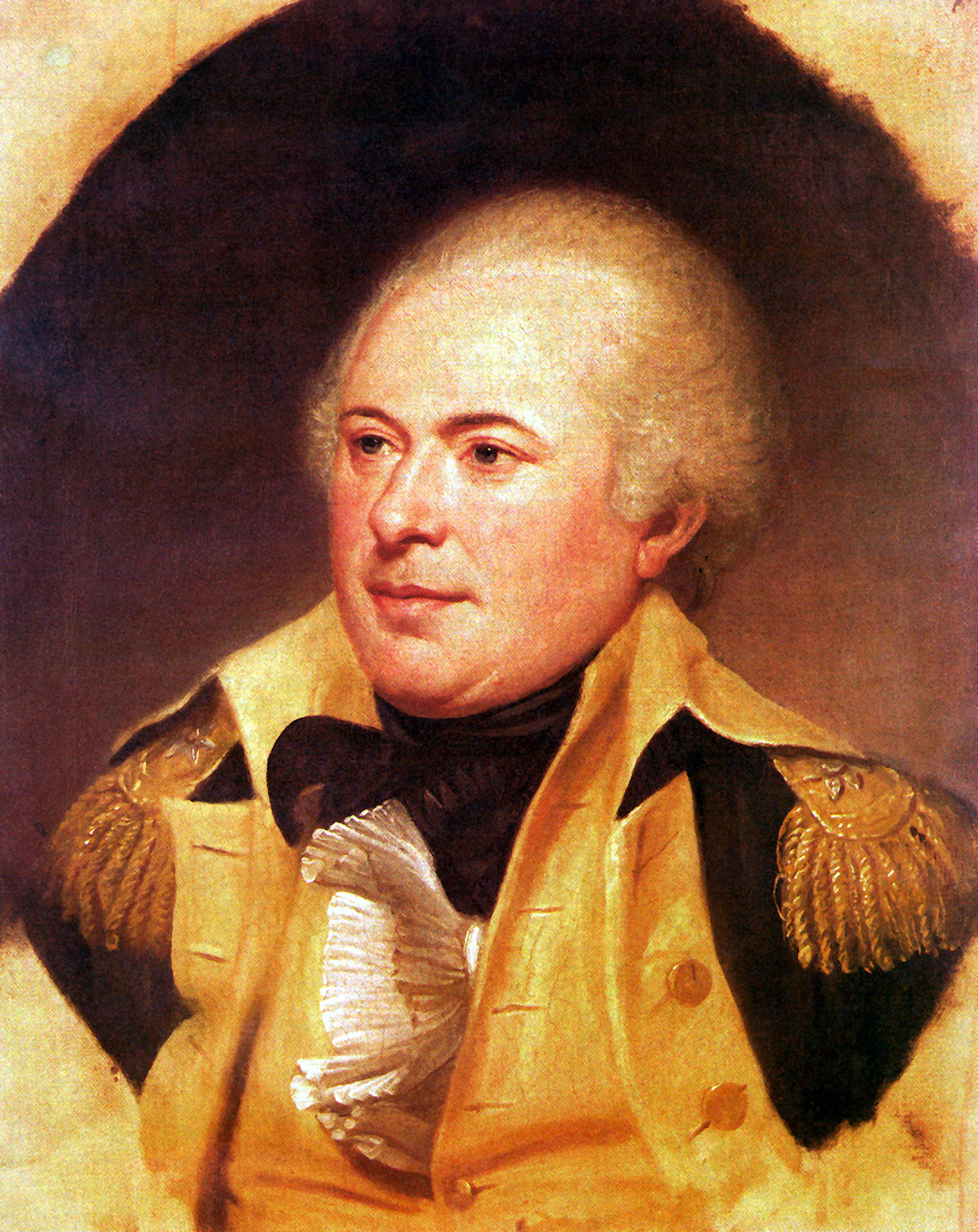
James Wilkinson (1797)
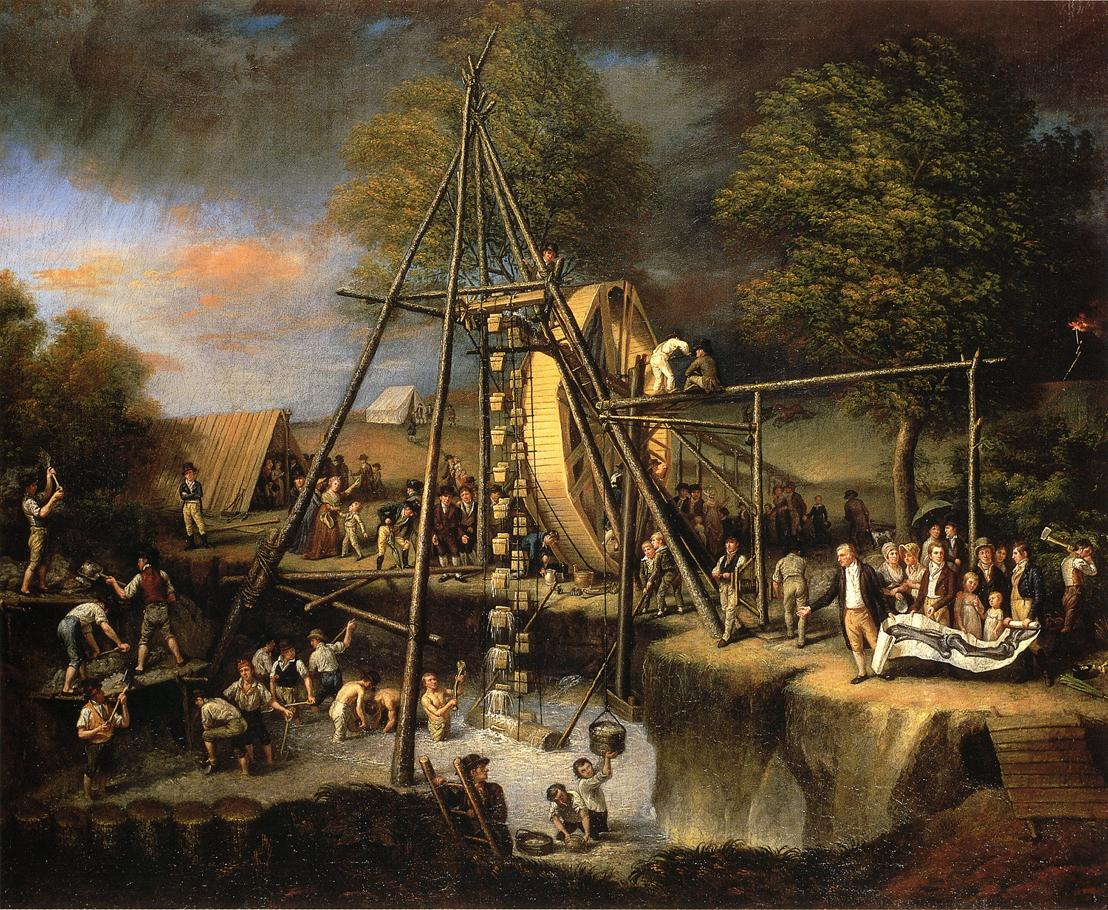
Exhumant el Primer americà Mastodon (1806)
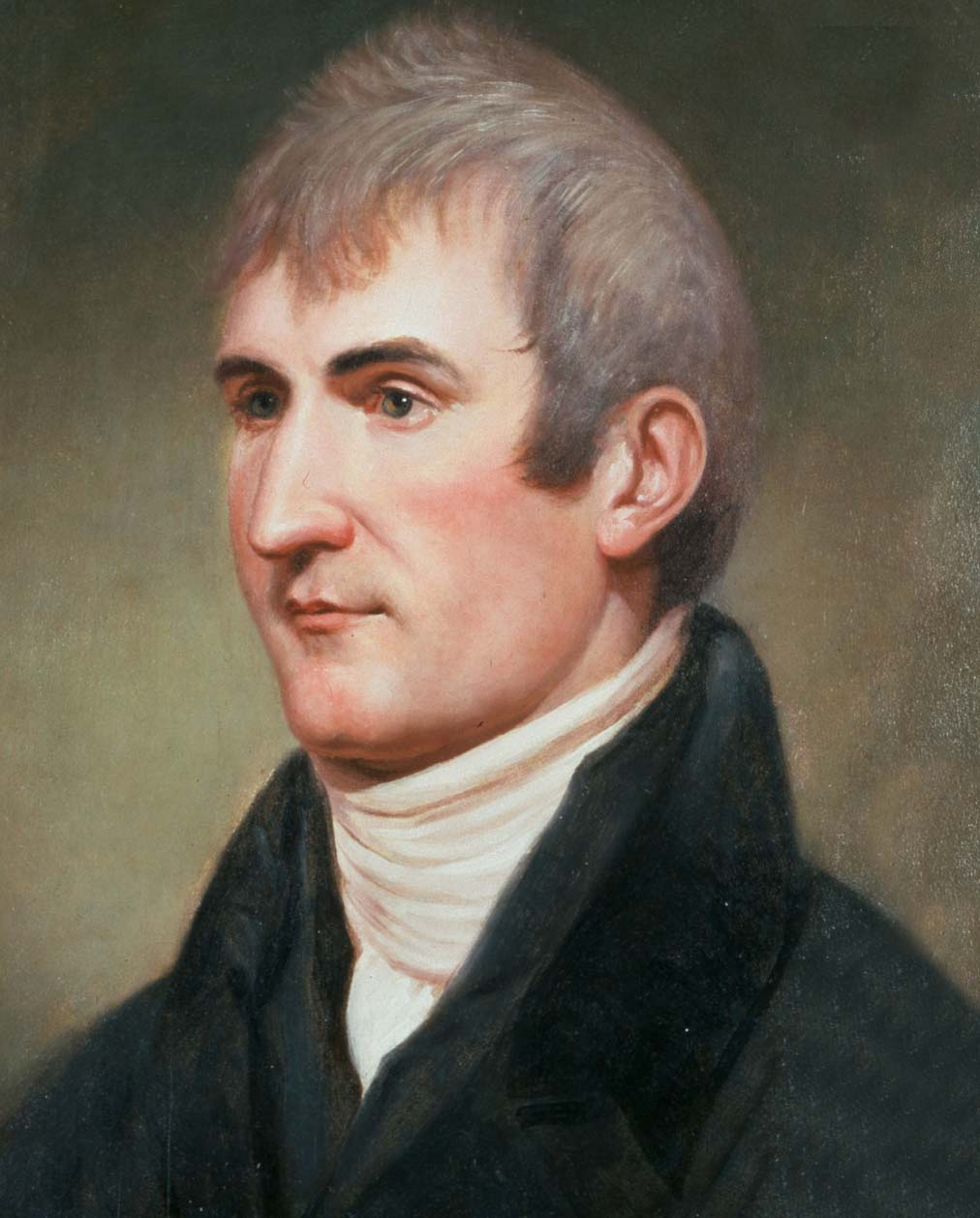
Meriwether Lewis (1807)
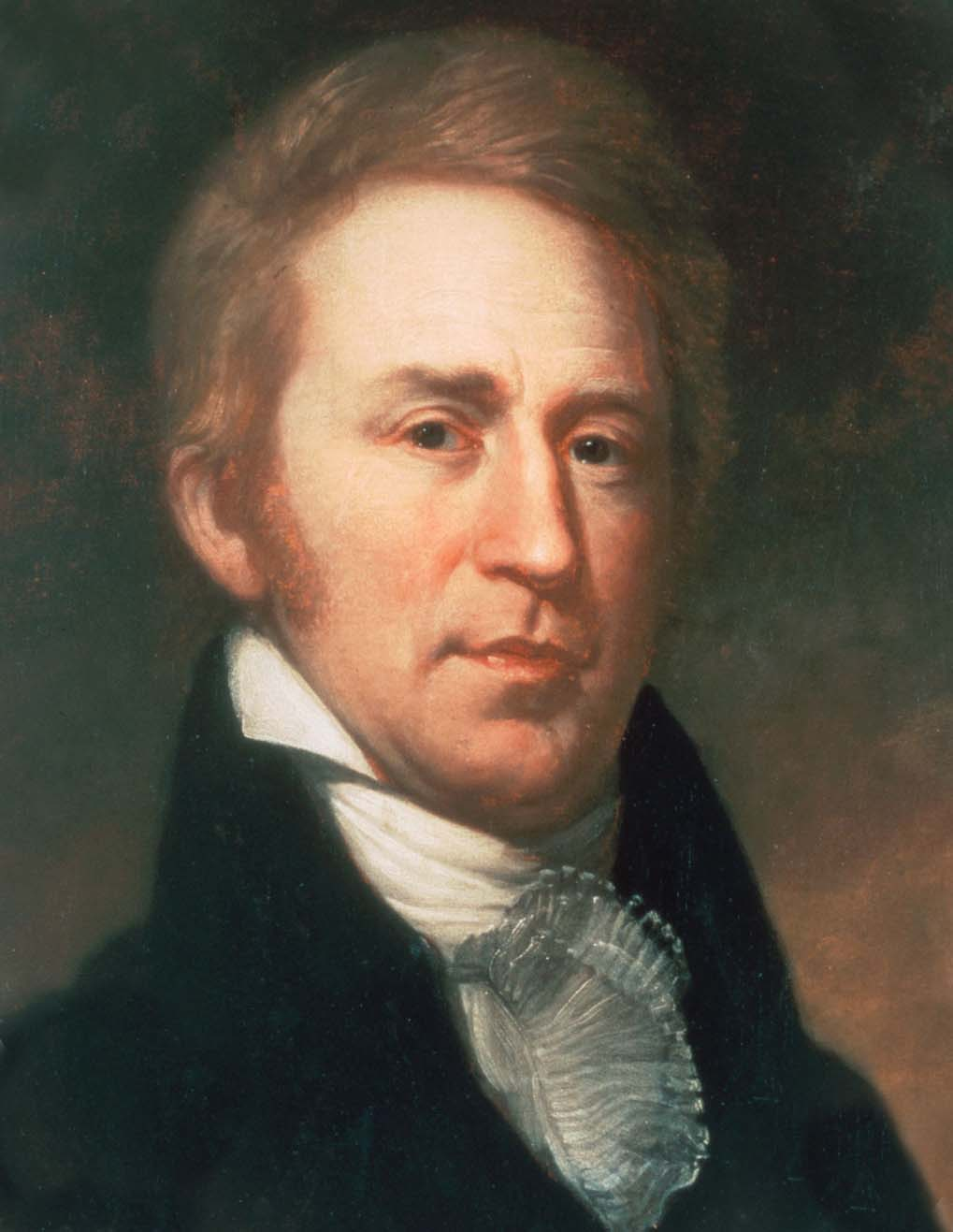
William Clark (1810)